# Partit Monàrquic de Rússia
El Partit Monàrquic de Rússia (en rus Монархическая партия России) és un partit polític rus fundat al 2012 pel polític, empresari i escriptor Antón Bakov. És l'únic partit polític monàrquic legal a Rússia des de la Revolució Russa de 1917.
El partit declara com a objectiu la restauració d'una monarquia constitucional sota la dinastia Romanov com a casa reial i el cristianisme catòlic apostòlic ortodox com a religió oficial, sosté a més que l'Imperi rus mai va ser legalment abolit, perquè la revolució russa de 1917 va ser il·legal, declarant-se representant de l'Imperi rus, ara encapçalat per l'hereu de Dinastia Romanov, el príncep Karl Emich de Leiningen.
El congrés fundacional del Partit Monàrquic va tenir lloc el 7 d'abril de 2012. El diari rus Kommersant va establir que 1.000 membres es van unir. El Ministeri de Justícia rus va registrar i va autoritzar el partit en 2012. Al febrer de 2013 els seus membres havien organitzat 47 oficines regionals, excedint el límit necessari per a la participació en les eleccions regionals. La direcció legal del partit era Kosulino, assentament pròxim a la ciutat de Iekaterinburg (on va tenir lloc l'execució de la família Romanov).
Bakov va establir el Partit Monàrquic com a part del seu projecte anomenat «Imperi Rus», una micronació que reclama ser la successora de l'Imperi fundat per Pere el Gran i la propietària d'aquells territoris d'ultramar descoberts per mariners russos però que no estaven inclosos en el successor original de l'Imperi, com ara l'atol·ló Suwarrow. Els principals objectius declarats per al partit són la promoció de la idea monàrquica i la unió dels monàrquics russos a Rússia i a l'estranger.
En anys posteriors han anunciat o pretès presentar-se a eleccions, com a la Duma Estatal de 2016, les Presidencials de 2018, o a l'alcaldia de Moscou de 2018, però en cap d'elles ho han aconseguit. Fruit d'aquesta absència electoral, al 2020 el partit va ser liquidat de iure per decisió del Tribunal Suprem de la Federació Russa, tot i que manté activitat.